# چخانی گوبوستان
چخانی گوبوستان (به ترکی آذربایجانی: Çuxanlı) یک روستا در جمهوری آذربایجان است که در شهرستان قبوستان واقع شده‌است. چخانی گوبوستان ۷۵۷ نفر جمعیت دارد.